# Амфитеатр Кастренсе
Амфитеатр Кастренсе (лат. Amphitheatrum Castrense) — один из двух, наряду с Колизеем, сохранившихся амфитеатров античного Рима.

## Интерпретация названия
Название Амфитеатр Кастренсе восходит к каталогу IV века н. э., однако его трактовка неоднозначна. Традиционный перевод «Лагерный амфитеатр» и интерпретация этого сооружения как места отдыха преторианской гвардии (от Castra praetoria) ныне считается устаревшей. В настоящее время эпитет castrense трактуют как указание на принадлежность амфитеатра к Сессорию — императорской резиденции на юго-востоке античного города, построенной при Северах.

## История
Сооружение относят к первой четверти III века: начало строительства — к правлению Септимия Севера, окончание — к правлению Элагабала.
В том же столетии при постройке Аврелиановых стен (271—275 гг.) амфитеатр, подобно пирамиде Цестия, был инкорпорирован в оборонительные сооружения Рима, наподобие бастиона.

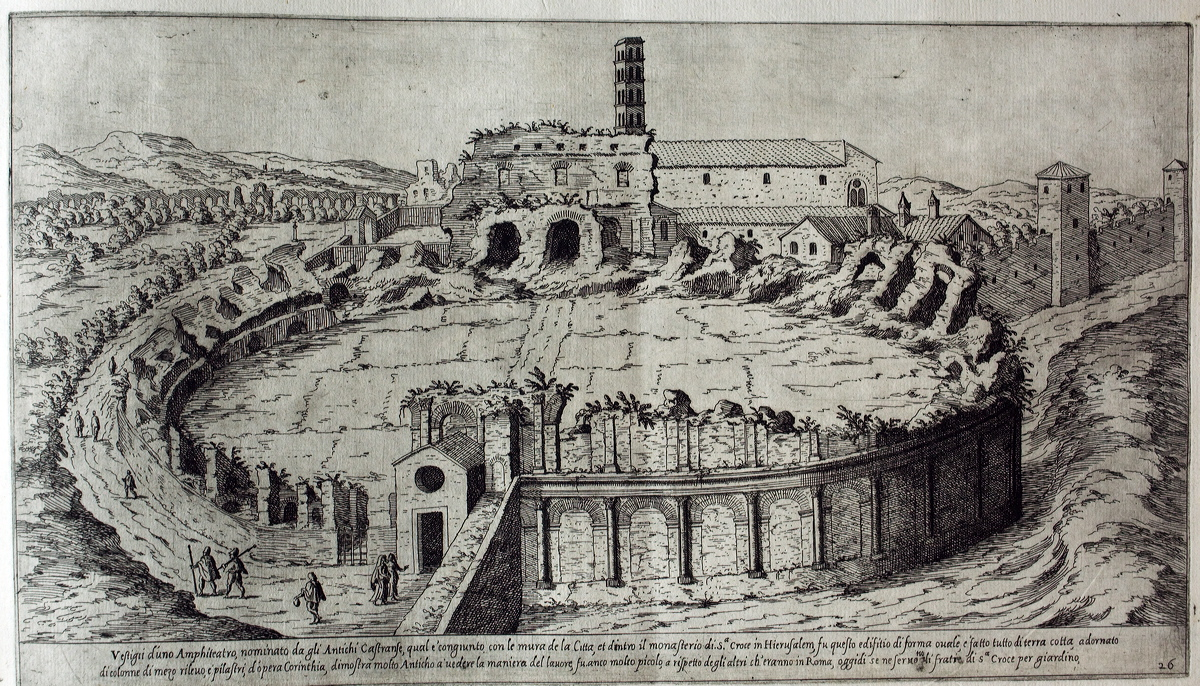
Развалины амфитеатра в XVI веке

## Описание
Амфитеатр в плане представляет собой эллипс размером 88×75,8 м. Построен из кирпича, с бетонной заливкой. Амфитеатр состоял из трёх ярусов открытых аркад, украшенных снаружи пилястрами коринфского ордера. Внешний вид реконструируется по рисункам XVI века, когда ещё частично сохранялся второй ярус и элементы декора.
В XVIII веке при раскопках на месте арены были обнаружены подземные помещения с остатками костей крупных животных, что указывает на возможное проведение травли зверей. 

## Современное состояние
К настоящему времени сохранился только нижний ярус амфитеатра с замурованной кирпичом аркадой. Внутри располагается сад базилики Санта-Кроче-ин-Джерусалемме, доступ на территорию ограничен.